# Hans Tórgarð
Hans Tórgarð (født 1969) er en færøsk skuespiller, manuskriptforfatter, instruktør og oversætter. Han er uddannet Master of Arts i skuespil fra Teaterhögskolan i Helsingfors, 1999.  I 2015 og 2016 har han spillet med i Baltasar Kormákurs islandske tv-serie Trapped i en rolle som maskinmester.
Han er søn af Axel Tórgarð og barnebarn af H.C.W. Tórgarð. Begge hans søstre, Súsanna Tórgarð og Ria Tórgarð, er også skuespillere.

## Karriere

### Skuespiller
- Meðan vit bíða eftir Godot (Samuel Beckett) 2011
- Kirsiberjagarðurin (Anton P. Tjekhov) 2010
- Vatnið vinnur harðar hellur 2010
- The Danny Crowe Show (David Farr) 2010
- Aftaná Undrið (Jóanes Nielsen) 2009
- Í Geyma (Dánjal Hoydal) 2008
- Cafe Grugg Tjóðpallurin 2008
- Eg eri mín egna kona (Doug Wright) - Tjóðpallurin 2007
- Náttarherbergið (Maxim Gorkij) - Tjóðpallurin 2007
- Í Óðamansgarði (William Heinesen/Dánjal Hoydal, Sunleif Rasmussen) - Tjóðpallurin 2006
- Peer Gynt (Henrik Ibsen) Gríma 2003
- List (Yasmina Reza) Gríma 2002
- MacBeth (William Shakespeare) Gríma, Teater Västernorrland, Turnékompaniet 2002
- Eitur nakað land week-end? (Jóanes Nielsen) Gríma 2001
- Serlingar (Regin Patursson) SvF 2000
- Glæma og Máttur (Sigga Vang) Svan Film 2000
- Móðir Sjeystjørna (William Heinesen/Egi Dam) Gríma 2000
- Oliver Twist (Charles Dickens/Hans Rosenquist) Gríma 1997
- Góða Jelena (Ljudmila Razumovskaja) Gríma 1994
- Royndin – variatiónir yvir Nólsoyar Páll (Egi Dam) Gríma 1993
- Glataðu Spælimenninir (William Heinesen/Jørgen Ljungdahl) Leikarafelag Føroya og Norðurlandahúsið 1993
- Sjeynda Boð – stjal eitt sindur minni (Dario Fo) Leikarafelag Føroya 1991

### Oversættelser
- Liva tikarar í Congo (Bengt Ahlfors, Johan Bargum) Gríma 1992 (oversættelse og skuespiller)
- Óndskapurin (Jan Guillou/Benny Haag) Gríma 1999 (oversættelse og skuespiller)
- Krypilin úr Inishmaan (Martin McDonagh) Gríma 2000 (oversættelse og skuespiller)
- Góðir dagar (Samuel Beckett) Gríma 2002 (oversættelse)
- Elling og Kjell Bjarni (Ingvar Ambjørnsen) Gríma 2004 (oversættelse og skuespiller)
- Piaf (Pam Gems) Havnar Sjónleikarfelag 2006 (oversættelse)

### Manuskript/dramatisering
- Momo, Tjóðpallur Føroya 2005 (dramatisering efter Michael Ende sammen med Ria Tórgarð, og skuespiller)
- Søgur úr Krabburð (dramatisering efter J.P.Heinesen sammen med Bárður Persson, og skuespiller) Gríma 2003
- Risans Hjarta, Gríma 2002 (manuskript sammen med Gunnvá Zachariassen, og skuespiller)
- My Little Darling, Teater Viirus 1999 (manuskript sammen med Jonte Ramsten og Anders Öhrström, og skuespiller)
- Lívstrá, Gríma 1998 (manuskript efter V. van Goghs breve, og skuespiller)
- Eldførið, Norðurlandahúsið 1996 (dramatisering efter H.C.Andersen, og skuespiller)
- Vættrarnir av Galdralondum, Sjónvarp Føroya 1992 (manuskript sammen med Katarina Nolsøe, og skuespiler)

### Instruktør, manuskriptforfatter og oversætter
- Seinasta bandið hjá Krapp (Samuel Beckett) 2013 (instruktør)[6]
- Kvinnan í svørtum, efter Stephen Mallatratt, 2008 (instruktør)
- Othello (William Shakespeare) Huðrar 2008 (instruktør)
- Eg eri mín egna kona (Doug Wright) Tjóðpallur Føroya 2008 (oversættelse, instruktør, scenografi, skuespiller)
- Náttin áðrenn Skógin, (Bernard-Marie Koltés) Tjóðpallur Føroya 2007 (instruktør)
- Harpuríma, Havnar Sjónleikarfelag 2006 (manuskript og instruktør)
- Søgan um ein soldát (I. Stravinsky, F.Ramuz) Aldubáran og Tjóðpallur Føroya 2006 (instruktør)
- Fótur í Hosu, Gríma 2001 (manuskript sammen med Súsonnu Tórgarð, scenografi og instruktør)
- Rumbul í Húsi, Gríma 1998 (manuskript sammen med Súsonnu Tórgarð og Katarinu Nolsøe, og instruktør)
- Harpuríma, Leikbólkurin 1995 (manuskript og instruktør)
- Fýra Ung (manuskript sammen med Óla Olsen og instruktør) Primus Productions 1994

Derudover har han lagt stemme til radiodramaer og tegnefilm og indtalt lydbøger.